# Acuerdos de Tamanrasset de 1991
Los acuerdos de Tamanrasset fueron firmados el 6 de enero de 1991 con mediación argelina en la ciudad argelina de Tamanrasset, por el coronel Ousmane Coulibaly, jefe del Estado Mayor General de los Ejércitos de Malí e Iyad Ag Ghali, dirigente de los insurgentes tuareg. Su objetivo era poner fin a la rebelión tuareg de 1990-1991. Plantearon la desmilitarización de las regiones de Kidal, Gao y Tombuctú, las tres regiones del Norte, es decir, 797 000 km².
Después de estos acuerdos, el Movimiento Nacional para la Liberación del Azawad se dividió en varios grupos: el Frente Popular para la Liberación del Azawad (FPLA), el Ejército Revolucionario de Liberación del Azawad (PMRA) y el Movimiento Popular de Azawad (MPA) de Iyad Ag Ghaly.